# 朝鮮民主主義人民共和國外交

和朝鲜有外交关系的国家，蓝色标示

朝鮮民主主義人民共和國的外交變幻莫測，虽然《朝鮮憲法》第17條规定：「自主、和平、友誼是朝鮮民主主義人民共和國對外政策的根本宗旨和對外活動原則」、「國家根據完全平等、自主、互相尊重、互不干涉內政和互利的原則，同一切友好對待我國的國家建立國家關係或政治、經濟、文化關係」。但是朝鮮民主主義人民共和國外交政策的實質決定權卻在執政黨朝鮮勞動黨身上，黨內的精英份子、內閣成員和軍方人物會先制訂初步的議案，在內閣總理和外務省同意下，再交由作為最高領導人的朝鮮勞動黨總書記兼國務委員會委員長定斷。朝鮮的外交可分為三方面，包括：政府的外交、多方外交（multi-party diplomacy）及民間外交，但這些外交皆由政府決定。
朝鮮是外交相对封閉的國家。中華人民共和國（中国）、蘇聯（以及其後的俄羅斯）、巴基斯坦及其他一小部份國家是朝鮮自1953年停戰協定後依然維持外交關係的國家。至於日本、大韓民國（韩国）、法国和美國則從未建交，此外，朝鲜曾經是三个承认顿涅茨克与卢甘斯克独立地位的联合国成员国之一（另外两个是俄罗斯和叙利亚），現時承認其與克里米亞屬於俄羅斯的一部分。

## 概況
隨著第三世界國家在國際政治的影響力抬升，朝鮮政府於1972年正式宣佈建立外交。朝鮮先與和中國建交的非洲國家建立外交關係﹔為促進本土經濟，朝鮮政府及後又與西方資本主義國家建交，當中包括如芬蘭、丹麥和瑞典等國。
然而，朝鮮對「敵對國家」的關係並不友好。朝鮮政府先後在1970年代至80年代間綁架日本人和韓國人。同時，美國亦指朝鮮曾把像真度極高的美元偽鈔流入市面，以圖影響其經濟。另一方面，以和平處理南北朝鮮分裂局面的情況，時任韓國總統金大中提出陽光政策，這計劃最終由兩國的對外方針改變而終止。
1980年代後期，朝鮮開發核武引起國際的關注。為此，美國在1994年與平壤政府簽訂框架協定，華府承諾每年向北韓提供50萬噸重油，而朝方則需承諾放棄核計劃。2003年1月10日，朝鮮脫離《核不擴散條約》，美國因而與中華人民共和國、大韓民國、日本和俄羅斯組成六方會談，借外交和談判方式促使朝鮮放棄核武。至2007年10月，六方會談共舉行過六輪，5國願意以經濟、能源和人道主義援助換取朝鮮半島無核化。2009年4月14日，平壤政府宣布退出六方會談並將重啟核設施建設。

## 歷史
1945年後，蘇聯向剛立國的朝鮮提供大量的經濟和軍事援助。在朝鮮戰爭期間，蘇聯對朝鮮的援助有增無減，戰後，蘇聯替朝鮮進行重建工作。在1961年，朝鮮與蘇聯和中國訂定安全共同條約，以確保國土安全。
1970年代，朝鮮正式展開其外交事務，他們先與已和中國建交的非洲國家建立外交關係，又與如丹麥等的歐洲資本國家建交。在這10年間，朝鮮先後與63個國家建立外交關係。可是，隨著朝鮮政府拖欠外債以及有報導指平壤外交官員走私毒品後，朝鮮的外交漸漸停滯不前。
1980年代，朝鮮在世界各地發動恐怖活動，如在1983年的仰光爆炸事件和1987年的大韓航空858號班機空難，加上疲弱的經濟和東歐集團的瓦解，朝鮮外交受到影響。
1990年代，隨著冷戰進入晚期，意識形態的抗爭已得到舒緩。此時，大韓民國政府先後與蘇聯和中國建交，加大了朝鮮在外交上的壓力。1991年，蘇聯解體，俄羅斯聯邦成立，總統葉利欽大幅削減對朝鮮的援助。
同時，朝鮮加入了不少的國際組織，他們首先在1991年9月成為聯合國一員，其後又加入联合国粮食及农业组织、國際民用航空組織、萬國郵政聯盟﹔聯合國貿易和發展會議﹔國際電信聯盟﹔聯合國開發計畫署、聯合國教科文組織、世界衛生組織、世界智慧財產權組織、世界氣象組織、國際海事組織、紅十字國際委員會以及不結盟運動。

## 與各國關係
| 國家           | 正面 | 负面 | 中立 | 正负面差 |
| -------------- | ---- | ---- | ---- | -------- |
| 美国           | 5%   | 88%  | 7    | −83      |
| 英国           | 7%   | 89%  | 4    | −82      |
|                | 6%   | 87%  | 7    | −81      |
| 法國           | 9%   | 85%  | 6    | −76      |
| 加拿大         | 10%  | 81%  | 9    | −71      |
| 西班牙         | 5%   | 75%  | 20   | −70      |
| 希腊           | 6%   | 64%  | 30   | −58      |
| 中华人民共和国 | 19%  | 76%  | 5    | −57      |
| 德国           | 1%   | 56%  | 43   | −55      |
| 巴西           | 23%  | 60%  | 17   | −37      |
| 墨西哥         | 24%  | 54%  | 22   | −30      |
| 秘魯           | 22%  | 51%  | 27   | −29      |
| 印度尼西亞     | 17%  | 46%  | 37   | −29      |
| 印度           | 19%  | 40%  | 41   | −21      |
| 土耳其         | 34%  | 44%  | 22   | −10      |
| 俄羅斯         | 20%  | 30%  | 50   | −10      |
| 奈及利亞       | 33%  | 42%  | 25   | −9       |
|                | 27%  | 36%  | 37   | −9       |
| 巴基斯坦       | 20%  | 25%  | 55   | −5       |

| 國家           | 正面 | 负面 | 中立 | 正负面差 |
| -------------- | ---- | ---- | ---- | -------- |
| 日本           | 1%   | 91%  | 8    | -90      |
|                | 3%   | 91%  | 6    | -88      |
| 美国           | 4%   | 90%  | 6    | -86      |
| 德国           | 3%   | 85%  | 12   | -82      |
|                | 8%   | 86%  | 6    | -78      |
| 加拿大         | 6%   | 83%  | 11   | -77      |
| 英国           | 9%   | 83%  | 8    | -74      |
| 以色列         | 1%   | 70%  | 29   | -69      |
| 法國           | 10%  | 79%  | 11   | -69      |
| 西班牙         | 7%   | 73%  | 20   | -66      |
| 墨西哥         | 13%  | 47%  | 40   | -34      |
| 巴西           | 20%  | 54%  | 26   | -34      |
| 秘魯           | 22%  | 49%  | 29   | -27      |
| 中华人民共和国 | 20%  | 46%  | 34   | -26      |
| 阿根廷         | 12%  | 33%  | 55   | -21      |
| 俄羅斯         | 19%  | 37%  | 44   | -18      |
| 印度尼西亞     | 28%  | 44%  | 26   | -16      |
| 印度           | 23%  | 27%  | 50   | -4       |
| 巴基斯坦       | 28%  | 32%  | 40   | -4       |
|                | 34%  | 34%  | 32   | 0        |
| 奈及利亞       | 42%  | 38%  | 20   | 4        |
| 土耳其         | 32%  | 19%  | 49   | 13       |
|                | 57%  | 20%  | 23   | 37       |

### 朝韩关系
朝鮮半島從公元10世紀起是同一個國家，但是1950年朝鲜战争爆發前，南北各建立國家，北方稱為「朝鮮民主主義人民共和國」，南方為「大韓民國」，朝鮮與韓國於2000年8月簽訂《南北共同宣言》，同意合力達致兩國在未來和平統一。統一之後，國家的人口將會超過7千7百萬，並在世界的經濟、軍事和政治有較大的影響力。為此，大韓民國政府在首爾的國會議事堂以統一後的400個議席為設計容量（目前僅用299席）。
1968年1月，朝鲜派31名武装特工潜入汉城(今译首尔)，直至青瓦台总统府前企图刺杀朴正熙。因被识破，28名特工被击毙，1名被俘，2名逃跑。1972年5月 韩国中央情报部部长李厚洛访问平壤，与朝鲜劳动党中央组织指导部部长金英柱举行会谈。7月4日，朝韩双方发表《北南联合声明》，确认了祖国统一的三项原则。上世纪70年代，朝韩关系已呈“破冰”迹象，但朝鲜接二连三的刺杀和爆炸袭击，使得朝鲜半岛阴云密布、杀气不散。1974年8月15日，韩国举行光复节庆祝大会，总统朴正熙进行演讲时，日本籍朝鮮人文世光冲上前向主席台开枪，没有击中朴正熙，却打死了第一夫人陆英修，混战中，有一个合唱团的女生被流弹击中身亡。刺客被抓住，经审问供称是受朝鲜指派，后被处以绞刑。1983年，韩国总统全斗焕在仰光遭到事先布置的炸弹袭击，侥幸躲过一劫。而1987年大韩航空858号班机空难最为触目惊心，机上一百多人无一生还。
1984年韩国水灾，朝鲜红十字会通过板门店，仁川港和北平港向韩国红十字会运送了救济物资，其中包括5万袋大米、50万米布、10万吨水泥和14种药品。1984年11月15日，朝韩双方举行了首次经济会谈，并就贸易项目、经济合作领域和进行合作的程序达成协议。1994年6月28日，双方代表在板门店接触，确定朝鲜国家主席金日成和韩国总统金泳三于当年7月25日至27日在平壤会晤。1994年7月8日，朝鲜劳动党总书记、朝鲜国家主席金日成去世。朝韩首脑会晤因此而未能举行。1998年4月，朝韩双方在北京举行近4年来的首次副部长级会谈。2000年4月10日，朝韩双方同时宣布，朝鲜劳动党总书记、朝鲜国防委员会委员长金正日和韩国总统金大中将于6月12日至14日在平壤会晤。后因技术原因，会晤推迟一天举行。朝韩在2000年夏季奧林匹克運動會、2004年夏季奧林匹克運動會和2006年冬季奧林匹克運動會、2005年東亞運動會以及2006年亞洲運動會（以及后来的2018年冬季奥林匹克运动会）的進場儀式時，都使用象徵兩韓統一的朝鮮半島旗，以同一隊伍進場。
但与此同时，1999年及2002年延坪岛海战、2010年天安號沉沒事件激化了南北矛盾，給朝韩关系改善帶來了困難。2010年11月23日下午2時30分朝鮮人民軍砲擊延坪島，而韓國國軍在進行挑釁後迅速加入了戰鬥。這被認為是自「1950—1953年戰爭」以來最嚴重的一次邊界事件。朝鮮方面指責韓國首先開火，但隨後軍方承認朝鮮方面首先開火。這次事件造成無辜平民和韓國士兵的傷亡，並威脅到離炮擊地不遠處當時正在上課的一座學校，11月29日，韓國總統李明博以繼續軍演回應朝鮮還擊。而2007年韩国总统选举后，保守派的李明博、朴槿惠相继执政，对朝政策由温和转向强硬，南北关系日渐趋冷。2013年3月11日，美韩进行了针对朝鲜的名为“关键决断”联合军演，对朝鲜刺激很大。朝鲜人民军最高司令部为此宣布从韩美联合军演的3月11日起，《朝鲜停战协定》全面作废。3月27日，朝鲜又切断了西海地区的韩朝军事热线。之后，开城工业园区也曾一度关闭。2016年2月10日，韩国在朝鲜进行了第四次核试验和发射“光明星4号”卫星后，宣布全面中断韩朝仅存的经济合作项目开城工业园区，双方关系陷入僵局。
2017年，朴槿惠遭弹劾下台，文在寅当选韩国总统，南北关系开始解冻。2018年2月，朝鲜劳动党委员长金正恩胞妹暨朝鲜劳动党中央政治局候补委员金与正陪同最高人民会议常任委员会委员长金永南访问首尔，会见总统文在寅，在此次访问中，金与正转交兄长金正恩亲笔信，内容为邀请文在寅访问平壤。2018年4月27日，南北领导人文在寅和金正恩在板门店“和平之家”举行会谈，并签署《板门店宣言》；5月26日，双方领导人于板门店“统一阁”再次会面。9月14日，两国在开城工业区成立南北共同联络办公室。9月18日，文在寅访问朝鲜，与金正恩举行会谈，并签订《平壤共同宣言》。12月26日，朝韩双方在朝鲜开城市的板门站举行京义线和东海线铁路及公路连接工程动工仪式。

### 朝中（陆）关系

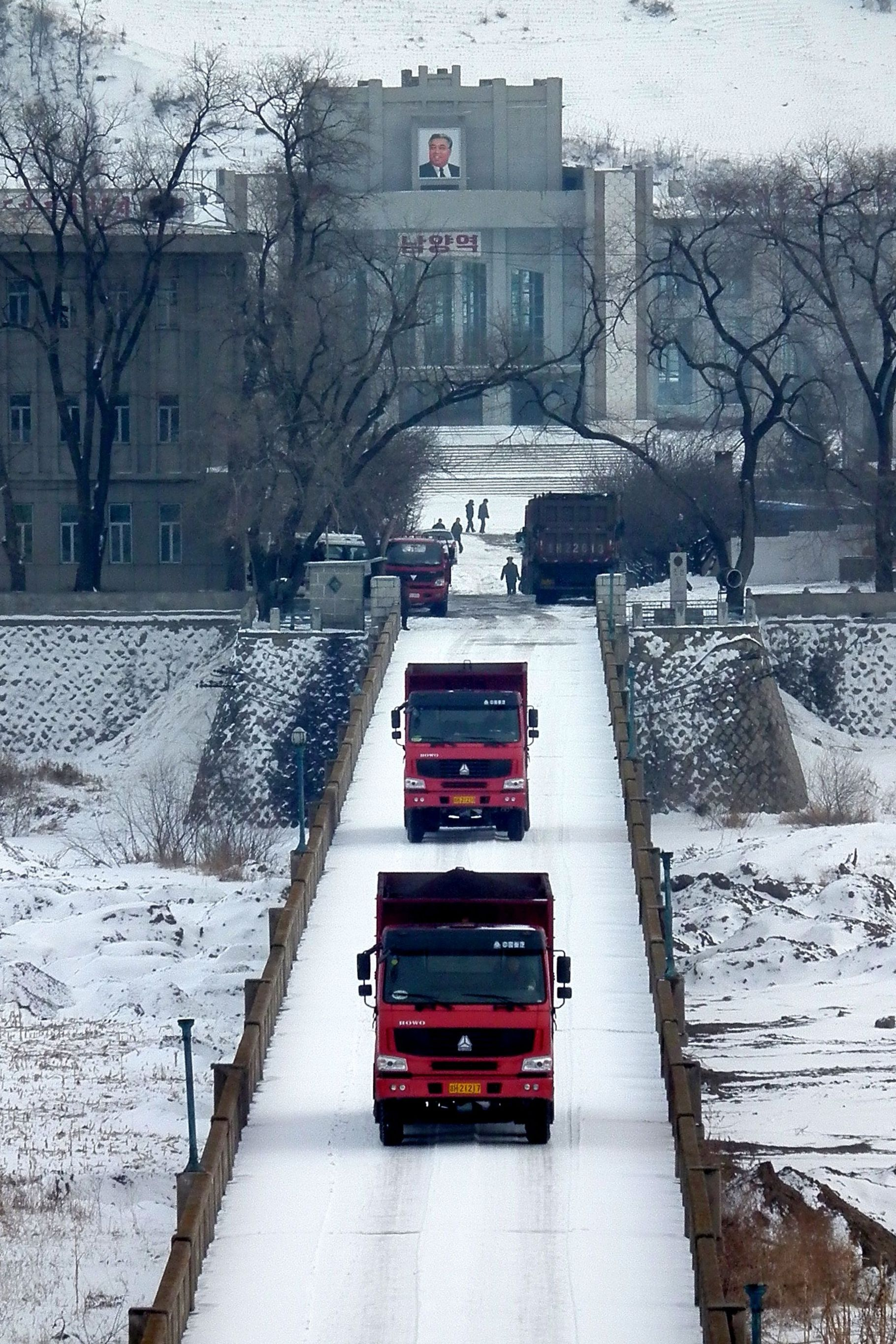
吉林省圖們市與北韓咸鏡北道的口岸

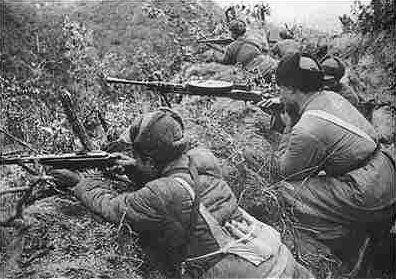
中國組織中國人民志願軍赴朝參與韓戰，抗美援朝。圖為在上甘嶺戰役中作戰的志願軍士兵。

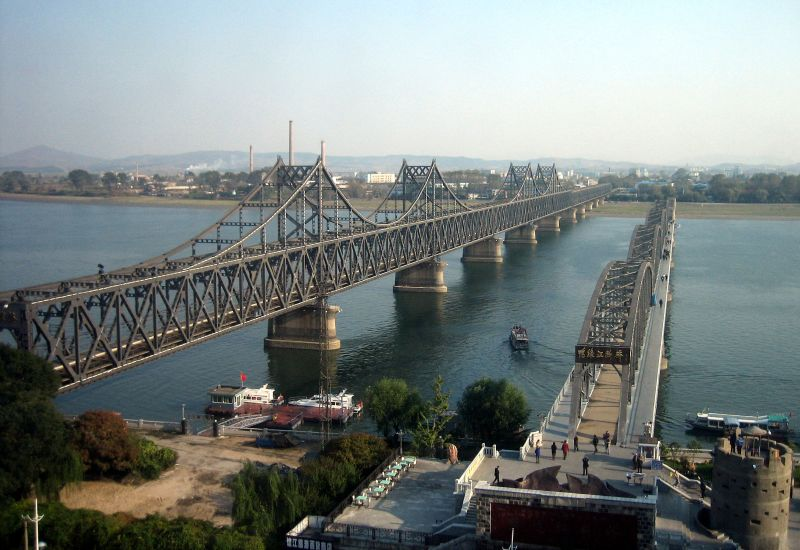
鴨綠江上的中朝友誼橋，連接新義州與遼寧丹東市

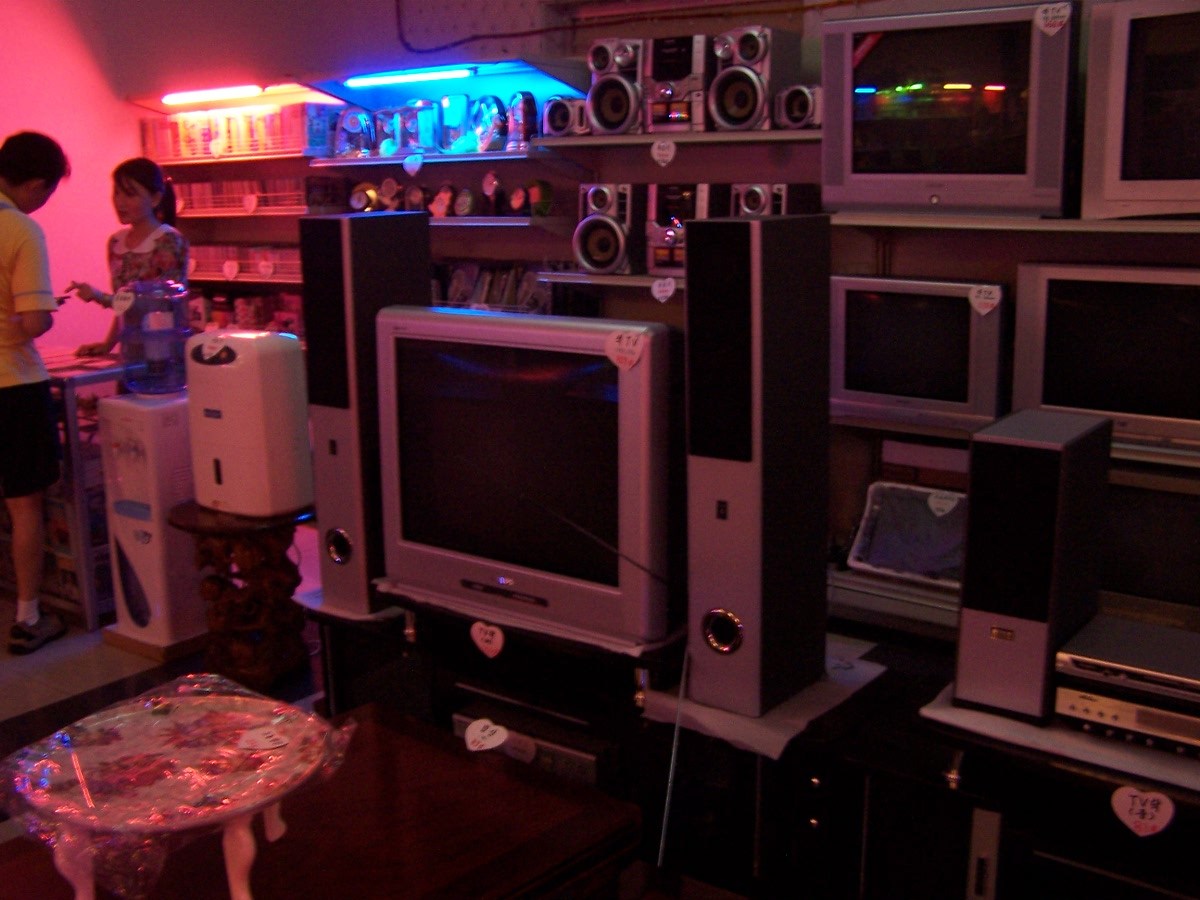
平壤「外匯商店」的進口品

中華人民共和國在1992年與大韓民國建交之前，一直只承認朝鮮民主主義人民共和國是朝鮮半島唯一合法的政權。中華人民共和國曾在朝鲜战争中大力支持朝鮮，中華人民共和國外交部形容兩國「一直保持着传统的友好合作关系」。按照《中朝友好合作互助条约》，兩國更可說是「互助同盟关系」。同時，自2000年代末期以來，平壤政權在經濟、貿易方面，越來越依賴中國大陸。美国外交關係協會称，中國大陸是朝鮮最大的貿易夥伴以及國內食物、武器和燃料的主要來源，自1990年代初起，朝鲜國內的食品和近90％的能源供應由中国提供 。
在朝鲜战争中金日成得到了苏联和中华人民共和国的巨大帮助，虽然朝鲜在战前希望达到的统一祖国和其他的目标并没有实现，但正是由于这场战争，金日成得以继续统治朝鲜。
过去60年间，中朝双边关系虽然曾经出现过多次矛盾与纠纷，例如金日成在1956年同时肃清了朝鲜劳动党内亲中国（陸）的延安派与亲苏联的苏联派，1960年代，朝鲜在中苏交恶后在敌对的苏联与中華人民共和國之间左右逢源，来回摇摆，保证自身的最大利益，但总体上中朝关系仍然是较为稳定的友好关系。同时尽管朝鲜与前苏联也有过多次矛盾，但双方关系总体上也较为稳定，直到苏联解体前夕苏联与韩国建交导致苏朝关系降至历史最低点，随后中国在1992年与韩国建交，并有传言说朝鲜为报复在国际奥委会会议上拒绝投票支持中华人民共和国北京申办2000年夏季奥林匹克运动会，导致北京输给悉尼。1992年以后20年间，朝鲜向越南出售300多枚弹道导弹，足以威胁中国大陆城市。而中华人民共和国则拒绝出售给朝鲜歼十战斗机等最先进武器，朝鲜开始在国际社会陷入空前的孤立与被排斥状态。
1961年6月24日，朝鲜公布金日成即将访问苏联，并签订《苏朝友好合作互助条约》。随即，中华人民共和国邀请金日成于访苏后访华。7月，《中朝友好合作互助条约》签订，双方以中方45.5%，朝方54.5%的比例划分了中朝边界在长白山地区的走向，朝鲜跟中华人民共和国的反修主张一样，在内部文件中指责赫鲁晓夫为“在领袖（斯大林）坟墓上跳舞的人”“社会主义背信者”。1965年苏联加大援助以争取朝鲜，朝鲜倒向苏联，派人越境到中华人民共和国吉林省延边朝鲜族自治区进行煽动，指责中华人民共和国搞“教条主义”“大国沙文主义”。
1968年1月23日，美国海军间谍船普韦布洛号在朝鲜东岸的元山外海进行情报搜集任务时，遭朝鲜方面勒令停船接受检查，并以非法入侵领海的理由逮捕，船长以及几名船员被击伤，一名船员死亡。经过外交谈判，1968年12月，美国接受朝鲜提出的要求，承认错误、道歉、保证不再发生此类事件，朝鲜同意释放人质但宣布没收该舰。82名被俘船员以及死亡船员的遗体在板门店移交给美方。苏联勃列日涅夫政府对朝鲜此次事先未告知苏联的轻率挑衅行为非常不满。1970年，美苏缓和，苏联不再支持朝鲜对抗美国，中朝关系又迅速恢复，金日成历史性重访中华人民共和国。毛泽东甚至改变了在中南海宴请的习惯，主动到金日成下榻的钓鱼台国宾馆去会见他。此后，金日成每年都会到访中华人民共和国，甚至一年两次，一直维持到毛泽东于1976年去世。
中华人民共和国在改革开放后为发展经济，开始寻求与韩国建交。1992年7月12日，中共中央总书记江泽民特别约谈刚刚从非洲访问归来的国家主席杨尚昆和外交部长钱其琛，决定派钱其琛赴朝通报中华人民共和国决定与大韩民国建交的立场。据钱其琛回忆，此次金日成接见该国代表团时间之短、气氛之平淡前所未有，甚至惯例中的宴会招待也没有出现。据说朝鲜为抗议中韩建交而在1993年国际奥委会会议上拒绝投票支持中华人民共和国北京申办奥运会，使得2000年夏季奥林匹克运动会的举办权落到了澳大利亚悉尼市手中。这种外交冷淡一直持续到1999年，双方的高层互访才得以恢复。
自1990年代起，中華人民共和國對朝鮮的核計劃，涉及朝鮮軍方的天安號沉沒事件、以及延坪島炮擊事件均表示關注。朝鮮在2006年進行核試驗之後，中華人民共和國政府表示他們堅決反對這次核試驗，並贊成聯合國推行有關於制裁朝鮮的聯合國安理會1718號決議。因此美國《紐約時報》便形容中朝关系历经波折。
外交關係協會的分析指，中華人民共和國維持與朝鮮的邦交，旨在防止朝鲜政府倒台从而引起當地難民湧入中國，亦可以讓朝鮮繼續擔當緩衝，阻隔奉行民主政治制度的韓國和駐韓美軍。該分析又指出，朝鮮向中國大陸表示忠誠，就猶如為中國大陸建造一座的堡壘，以抵抗實力日益強大的日本軍隊。
2013年5月5日，朝鲜人民军海军武装扣留了一艘中国大陆渔船与船上15名渔民，索要120万人民币赎金。中华人民共和国政府要求朝鲜释放人质，朝鲜称逾期不交罚款则将没收渔船遣返渔民。

### 朝苏（俄）关系

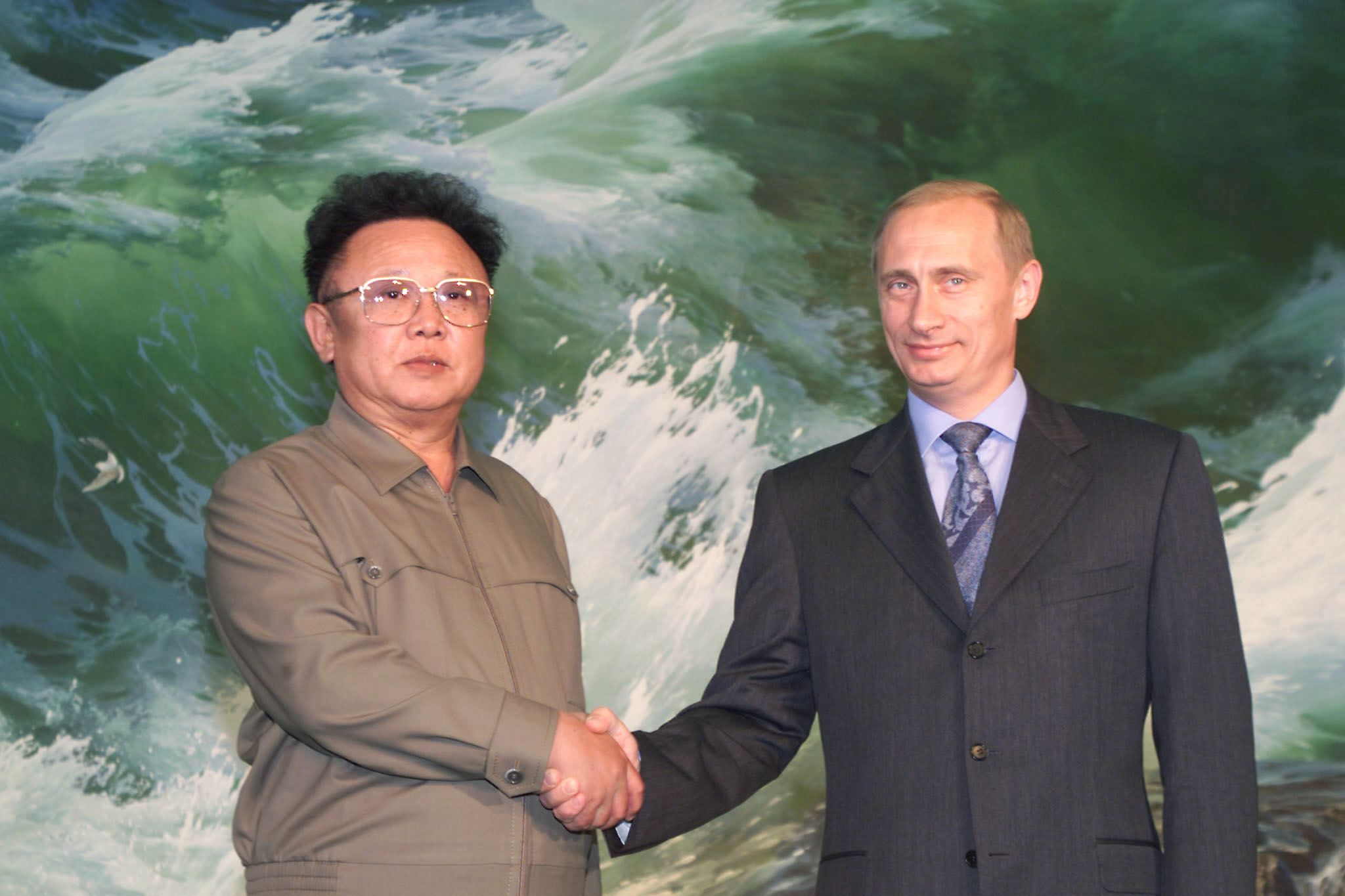
金正日與普京會面（2000年）

1948年10月2日，斯大林领导下的苏联在朝鲜建国后第一个与朝鲜建交。在朝鲜战争中金日成得到了苏联的巨大帮助，虽然朝鲜在战前希望达到的统一全国和其他的目标并没有实现，但正是由于这场战争，金日成得以继续统治朝鲜。在之后几十年冷战与中苏交恶的岁月里，尽管朝鲜与苏联有过多次矛盾，但双方关系总体上也较为稳定。金日成在1956年同时肃清了朝鲜劳动党内亲中国的延安派与亲苏联的苏联派，1960年代，朝鲜在中苏交恶后在敌对的苏联与中国之间左右逢源，来回摇摆，保障自身的最大利益。直到苏联解体前夕苏联与韩国建交导致苏朝断交。
1961年6月24日，朝鲜公布朝鲜内阁首相金日成即将访问苏联，并签订《苏朝友好合作互助条约》。随即，中国邀请金日成于访苏后访华。7月，《中朝友好合作互助条约》签订，双方以中方45.5%，朝方54.5%的比例划分了中朝边界在长白山地区的走向，朝鲜跟中国的反修主张一样，在内部文件中指责赫鲁晓夫为“在领袖（斯大林）坟墓上跳舞的人”“社会主义背信者”。1965年苏联加大援助以争取朝鲜，朝鲜倒向苏联。1968年1月23日，美国海军间谍船普韦布洛号在朝鲜东岸的元山外海进行情报搜集任务时，遭朝鲜方面勒令停船接受检查，并以非法入侵领海的理由逮捕，船长以及几名船员被击伤，一名船员死亡。经过外交谈判，1968年12月，美国接受朝鲜提出的要求，承认错误、道歉、保证不再发生此类事件，朝鲜同意释放人质但宣布没收该舰。82名被俘船员以及死亡船员的遗体在板门店移交给美方。苏联勃列日涅夫政府对朝鲜此次事先未告知苏联的轻率挑衅行为非常不满。1970年，美苏缓和，苏联不再支持朝鲜对抗美国，中朝关系又迅速恢复，金日成历史性重访中国。
在朝鲜于中国和苏联之间左右逢源的数十年间，朝鲜和苏联高层领导人之间曾有过多次互访，例如1965年苏联部长会议主席柯西金率团访问朝鲜，1969年苏联最高苏维埃主席团主席波德戈尔内率团访朝；1977年1月朝鲜政务院总理朴成哲访苏，1981年李钟玉总理率团参加当年3月的苏共二十六大，1984年5月朝鲜劳动党中央总书记、国家主席金日成访问苏联。1986年是《朝苏友好合作互助条约》签订25周年，当年10月，金日成率团访问了苏联。苏联共产党总书记戈尔巴乔夫和金日成均对双边关系的良好前景作了展望。1987年“十月革命”70周年时，朝鲜出版了《戈尔巴乔夫文集》，并举办朝苏友好月和集会、展览等各种庆祝活动。1988年双方重要互访有：朝鲜人民武装力量部部长吴振宇率领军事代表团访苏、政务院副总理兼外交部长金永南访苏、海军司令金一哲率团访苏，苏联外长谢瓦尔德纳泽访朝。。1988年，在苏共中央总书记戈尔巴乔夫与韩国总统卢泰愚的共同努力下，苏联宣布派团参加1988年汉城奥运会并准备与韩国建交，朝鲜则与苏联断交并驱逐所有苏联在朝人员。1990年9月30日韩国与苏联建交后，朝鲜政府发表声明，猛烈抨击苏联同韩国建交，指责苏联此举是因“改革”而陷入困境和混乱、走上衰退没落道路时发生的，指出苏联已不是过去坚持社会主义国际主义的苏联，而蜕变为其他性质的国家。朝鲜还指出，苏联同韩国建交的结果是从法律上承认朝鲜存在两个国家，从而采取了逆朝鲜统一行动的分裂主义行动。1990年12月，朝鲜通知苏方关闭其设在平壤的苏联新闻社和《共青团真理报》平壤分社。
2000年7月19日，普京首次访问朝鲜，与朝鲜劳动党总书记金正日举行会谈，恢复了因1990年苏联与韩国建交而中断的俄朝关系。
2006年10月14日，因为朝鲜成功进行了第一次核试验，中华人民共和国与俄罗斯联邦跟美国一起在联合国安理会投赞成票，使联合国安理会15个成员国一致通过谴责并制裁朝鲜的联合国安理会第1718号决议，2009年朝鲜第二次核试验成功，中华人民共和国与俄罗斯联邦跟美国一起再次在联合国安理会上投赞成票，通过谴责并制裁朝鲜的联合国安理会第1874号决议，2012年与2013年，中华人民共和国与俄罗斯联邦又先后跟美国一起在联合国安理会上赞成票，通过谴责并制裁朝鲜发射人造地球卫星光明星三号与进行第三次核试验的相关决议。2010年11月23日，俄罗斯外交部长谢尔盖·拉夫罗夫通过记者会谴责朝鲜炮轰韩国领土延坪岛。之后于11月25日再次谴责朝鲜对美国盟友韩国的炮击，称：“不能将韩国进行射击训练与朝鲜炮击平民居住的韩国领土相提并论。重要的是延坪岛事件造成人员伤亡。”
另外直到2015年初平壤當局停止付款為止，俄羅斯允許北韓在其境內進行核子研究。日本學者古川勝久更指出，委員會握有俄羅斯違反決議，讓朝鮮科學家在其境內核子設施進行實驗的證據，2016年3月及11月，也是俄羅斯技術性地延緩安理會通過延長1718號決議的期限，以及新的2321號決議。2017年雙方先在1月底同意擴大鐵路網建設合作，以便更多朝鮮鐵路工人能進入俄羅斯工作。接著在三月下旬，由於俄羅斯擬定了讓更多朝鮮勞工進入的中長期計劃，兩國內政部門也為此舉行會議。
2024年6月，北韓與俄罗斯簽署新的军事同盟協定。並在同年年尾派兵前往俄羅斯與乌克兰武装部队交火。

### 朝盧关系
北韓官方朝中社報道，外長崔善姬2022年7月13日向盧甘斯克人民共和國致函，指決定承認她們獨立。俄羅斯傳媒報道，北韓副外長2022年7月13日在平壤會見俄羅斯駐北韓大使，遞交一份承認盧甘斯克獨立的照會。

### 朝頓关系
北韓官方朝中社報道，外長崔善姬2022年7月13日向頓涅茨克人民共和國致函，指決定承認該國獨立。俄羅斯傳媒報道，北韓副外長2022年7月13日在平壤會見俄羅斯駐北韓大使，遞交一份承認頓涅茨克獨立的照會。

### 朝烏关系
朝乌两国于1992年1月正式建交。朝鲜于1992年10月在乌克兰建立使馆，（1998年1月因严重的国内经济危机，朝鲜撤出使馆，由驻莫斯科大使馆代理）。
2022年7月13日，北韓外長崔善姬向卢甘斯克人民共和国及頓涅茨克人民共和國致函，指決定承認她們獨立。俄羅斯傳媒報道，北韓副外長2022年7月13日在平壤會見俄羅斯駐北韓大使，遞交一份承認頓涅茨克和盧甘斯克獨立的照會，烏克蘭外交部隨即宣布中斷與北韓的外交關係。
烏克蘭總統澤連斯基2024年11月5日以視頻方式發表講話證實被派往俄羅斯的朝鮮士兵與烏軍交火。

### 朝日关系
朝日尚未建交，日本至今仍未充分承认朝鲜民主主义人民共和国的主权国家身份，日方一直以（而非）称呼朝方。朝鲜民主主义人民共和国是目前唯一未与日本建交的联合国成员国。
2008年8月，六方会谈朝日关系正常化工作组会议在中国沈阳举行。朝鲜外务省大使宋日昊和日本外务省亚大局长斋木昭隆分别率团与会。双方重点讨论朝鲜绑架日本人问题，并就朝尽快重启绑架问题调查、日解除人员往来和包机飞行等对朝限制措施达成一些共识，但未形成和签署书面协议，有关共识未能付诸实施。 
朝鲜和日本1991年以来多次举行旨在实现关系正常化的政府间会谈。这些会谈讨论的主要问题为清算历史、安全保障和绑架问题。由于双方分歧严重，会谈没有取得进展。2009年10月18日，朝鲜《劳动新闻》发表评论说，朝鲜目前正关注着日本对清算侵略历史的态度。  
2011年2月23日，朝鲜中央通讯社发表评论说，日本觊觎朝鲜的神圣领土独岛（日本称”竹岛”）是企图重温侵略朝鲜的旧梦，这是朝鲜所“绝对不能容忍的”。独岛位于朝鲜半岛东部海域，面积0.18平方公里。朝鲜、韩国和日本都宣称对该岛拥有主权，目前该岛由韩国控制。日本岛根县议会2005年通过了关于将2月22日定为“竹岛日”的提案，引起朝鲜和韩国的抗议。

### 朝美关系
朝美尚未建交，但两国有直接官方往来。

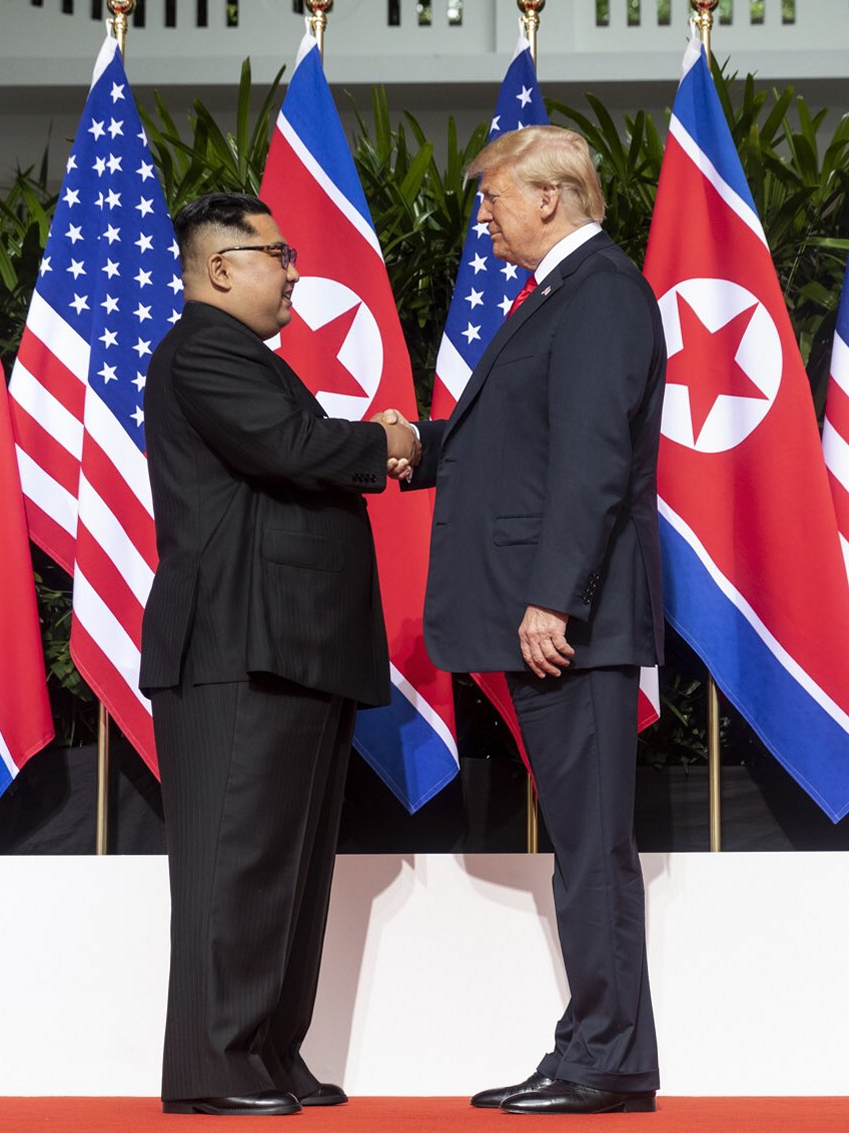
2018年，朝鮮勞動黨委員長金正恩與美國總統唐納·川普於新加坡會面，是韓戰後兩國最高領導人的首次會面。

1968年1月23日，美国海军间谍船普韦布洛号在朝鲜东岸的元山外海进行情报搜集任务时，遭朝鲜方面勒令停船接受检查，并以非法入侵领海的理由逮捕，船长以及几名船员被击伤，一名船员死亡。经过外交谈判，1968年12月，美国接受朝鲜提出的要求，承认错误、道歉、保证不再发生此类事件，朝鲜同意释放人质但宣布没收该舰。82名被俘船员以及死亡船员的遗体在板门店移交给美方。苏联勃列日涅夫政府对朝鲜此次事先未告知苏联的轻率挑衅行为非常不满。
1976年8月18日上午10点半，联合国军方面派人去砍一颗位于三八线朝韩非军事区内阻挡住韩方视线的树，朝鲜突然派出1名中尉和9名士兵前往现场要求中止砍树。联合国军负责人博尼法斯上尉指出这一作业是在韩国领土上进行的，是合法的。朝鲜人民军士兵用斧头、棍棒殴打联合国军，斗殴持续了约4分钟，博尼法斯上尉被砍死，美、韩各有4人重伤。事后位于汉城龙山的联合国军司令部立即进入戒备状态，美军中途岛号航母进驻朝鲜海峡。但双方最后相互谅解，并未发生冲突。
2008年10月初，美国助理国务卿、六方会谈美方团长希尔访问朝鲜，同朝方在朝鲜核设施验证问题进行了磋商。11日，美宣布将朝鲜从支持恐怖主义国家名单上除名。12日，朝鲜对此表示欢迎，并宣布恢复宁边核设施去功能化工作。之后，朝美双方关于验证问题一直未能达成一致，无核化进程停滞不前。
2009年5月27日星期三，朝鲜人民军驻板门店代表部发表声明说，韩国正式加入“防扩散安全倡议”把朝鲜半岛局势“拖入了战争状态”，朝鲜为此将采取三项措施。其中一项为：鉴于美国纵容韩国加入“防扩散安全倡议”，违反了《朝鲜停战协定》，抛弃了停战协定签字国的责任，朝鲜也将不再受停战协定的约束。在停战协定失去效力，朝鲜半岛即将重新回到战争状态的情况下，朝鲜军队将采取相应的军事行动。2012年7月，朝鲜外务省发言人指出，美国应“不带任何理由或先决条件，把《朝鲜停战协定》改为和平协定”，以行动证明无意敌视朝鲜。
朝鲜和美国于2012年2月29日几乎同时发布第三次高级别对话结果。朝鲜同意暂停铀浓缩项目及核试验和远程导弹测试，作为条件，美国将恢复粮食援助。2012年3月28日美国负责东亚和太平洋安全事务的代理助理国防部长彼得·拉沃伊说，美国决定暂停对朝鲜的食品援助。彼得·拉沃伊当天在美国众议院军事委员会举行的有关朝鲜半岛安全的听证会上表示，美国认为朝鲜发射卫星的决定表明它缺乏履行其国际承诺的意愿。
2017年11月21日，时任美国总统的唐纳德·特朗普在内阁前会议上表示，由于朝鲜“除了以核毁灭威胁全世界外，北韩还屡次支持国际恐怖主义行径，其中包括在外国土地上的谋杀行径”，美国将把朝鲜列入支持恐怖主义的国家名录。
2018年，兩國破冰，美國總統唐納·川普與朝鮮勞動黨委員長金正恩於新加坡舉行首腦會談，是韓戰結束後，兩國最高領導首次會議，並簽署聯合公報。

### 朝马关系
两国于1973年6月30日正式建交。2003年，双方在对方国家设立大使馆，马来西亚驻朝鲜大使馆设于平壤，朝鲜驻马来西亚大使馆设于吉隆坡。2009年，朝鲜向马来西亚开放入境签证；马来西亚成为首个朝鲜免签的国家。
2017年2月13日，朝鲜公民、時任領導人金正恩之兄金正男在马来西亚吉隆坡国际机场遇刺身亡，朝鲜拒不配合马来西亚官方对该事件的调查，导致两国关系开始紧张。马来西亚宣布将召回驻朝鲜大使，之后宣布停止向朝鲜公民的免签政策。3月5日马来西亚外交部宣布将目前的朝鲜驻马大使姜哲列为“不受欢迎的人”并让其在48小时内离开马来西亚。朝鮮外務省隨後亦驅逐了馬来西亚駐朝大使。3月7日，朝鲜宣布禁止在朝鲜的马来西亚公民离境。马来西亚随后也向在马的朝鲜公民实施禁止离境。
2018年，马来西亚首相马哈迪·莫哈末對於2018年朝美首脑会晤表示歡迎，並表示世界不應對金正恩懷疑並應學習他對於和平的期盼。在東京的一個記者會上， 馬哈迪希望朝美首次峰會能取得好結果，並表示馬來西亞重開北韓駐當地大使館，改善因金正男遇刺事件而低落的兩國關係。
2021年3月19日，朝鲜因马来西亚高等法院在3月9日批准将涉嫌洗钱、伪造文件，协助朝鲜进行非法运输等罪名的朝鲜公民引渡至美国，宣布与马来西亚断交

### 外交概况
朝鲜目前與160个国家建交（除叙利亚和巴勒斯坦外其余164国同时与韩国建交），在未与朝鲜建交的国家中，韩国、日本、美国、法国、博茨瓦纳、爱沙尼亚、梵蒂冈和以色列未承认朝鲜的主权国家地位。但北朝鲜自冷战结束后，一直被认为是外交上最孤立的国家。目前朝鲜也是唯一从未与日本建交的联合国成员国。
在1948至1969年间，朝鲜奉行“一边倒”、“北南不两立”的外交政策，仅同“人民民主国家”和不承认韩国的第三世界国家建交。
但1960年代，因韩国建交国数量剧增，导致朝鲜拓展外交空间日益困难，朝鲜遂于1969年起放弃“北南不两立”的外策，建交国家随之增多，且在1972至1988年间，朝鲜同亚非拉国家交往相当频繁密切。
1988年汉城奥运会后，除古巴和叙利亚以外的众多亚非拉国家转而与韩国发展关系，而朝鲜未及时调整策略，外交地位下降，加上朝美、朝日间的长期敌视状态，朝鲜对外交往日益减少，外界视朝鲜为“神秘的隐士王国”。
在2017年9月之時點，歐洲只有法國與愛沙尼亞从未與北韓建立外交關係。2017年10月，欧洲的葡萄牙与朝鲜中断一切外交关系和正式往来。
2017年10月阿聯酋率先宣布，停止向朝鮮國民發放簽證並把跟朝鮮的外交關係降級，其後卡塔爾和科威特亦跟隨作出類似行動。
2018年2月2日約旦与朝鮮中断一切外交关系和正式往来。
2022年7月13日，朝鲜宣布承认顿涅茨克与卢甘斯克的独立地位，成为继俄罗斯和叙利亚后第三个承认顿涅茨克与卢甘斯克独立的联合国成员国，乌克兰随后宣布与朝鲜断绝外交关系。

#### 在平壤設有大使館
24国
| - 巴西 - 保加利亚 - 柬埔寨 - 中华人民共和国 - 古巴 - 捷克 | - 埃及 - 德国 - 印度 - 印度尼西亞 - 伊朗 | - 蒙古国 - 奈及利亞 - 巴基斯坦 - 巴勒斯坦 - 波蘭 | - 羅馬尼亞 - 俄羅斯 - 瑞典 - 叙利亚 - 英国 - 委內瑞拉 - 越南 |

（注：利比亚2012年6月撤销驻朝鲜大使馆）

#### 設有辦事處
- 法國（法国驻朝鲜合作局）[69] 两国未正式建交
- 瑞士（瑞士交流与合作办公室）[70]
- （南北共同联络事务所）（已被炸毀）[71]

#### 在清津市設有總領事館
- 中华人民共和国[72]
- 俄羅斯

#### 設有非常驻使館
46国。其中36國爲駐中华人民共和国大使館兼轄：
| - 安哥拉 - 奥地利 - 喀麦隆 - 刚果民主共和国 - 賽普勒斯 - 衣索比亞 - 芬兰 - 几内亚 - 匈牙利 | - 冰島 - 科威特 - 北馬其頓 - 马达加斯加 - 馬爾他 - 緬甸 - 莫桑比克 - 阿曼 - 卢旺达 - 塞爾維亞 | - 塞舌尔 - 斯洛伐克 - 斯洛維尼亞 - 南非 - 西班牙 - 坦桑尼亚 - 突尼西亞 - 土耳其 - 乌干达 - 葉門 - 尚比亞 - 辛巴威 |

10國為駐韓國大使館兼轄：
| - 阿尔及利亚 - 丹麦 - 義大利 - 模里西斯 | - 墨西哥 - 荷蘭 - 新西兰 - 挪威 - |

#### 已斷交
因1977年韩国驻阿根廷大使馆遭焚事件、1983年仰光爆炸事件、1987年大韩航空858号班机空难、2010年天安号沉没事件、2017年金正男遇刺事件、北韓核問題、北韓人權問題，以及北韓承認烏東兩個親俄分離主義共和國等，一些国家和朝鲜断绝了外交关系。
- 阿联酋
- 约旦
- 葡萄牙
- 阿根廷
- （同時撤銷對朝鮮之外交承認）[107]
- 加拿大
- 利比里亚
- 马来西亚
- 萨摩亚
- 乌克兰（同時撤銷對朝鮮之外交承認）[35]
- 苏丹

#### 未正式建交
- 美国（不承認朝鮮）
- 日本（不承認朝鮮）
- 法國（不承認朝鮮）
- 沙烏地阿拉伯
- 以色列（互不承認對方主權國家身分）
- 中華民國（互不承認對方主權國家身分）
- （互不承認對方主權國家身分）
- 巴拿马
- 玻利维亚
- 海地
- 薩爾瓦多
- 乌拉圭
- 巴拉圭
- 所罗门群岛
- 帛琉
- 密克羅尼西亞聯邦
- 不丹
- 基里巴斯
- 爱沙尼亚（不承認朝鮮）
- 安道尔
- 摩納哥
- 梵蒂冈（不承認朝鮮）
- 马绍尔群岛
- 纽埃
- 庫克群島